# Helsinki Icebreakers
Helsinki Icebreakers est un club finlandais de baseball basé à Helsinki. Fondé en 1998, ils ont remporté 1 titres du championnat de Finlande de baseball.

## Palmarès
- Champion de Finlande: 2002.